# Cespedosa de Tormes
Cespedosa de Tormes est une commune de la province de Salamanque dans la communauté autonome de Castille-et-León en Espagne.

## Patrimoine

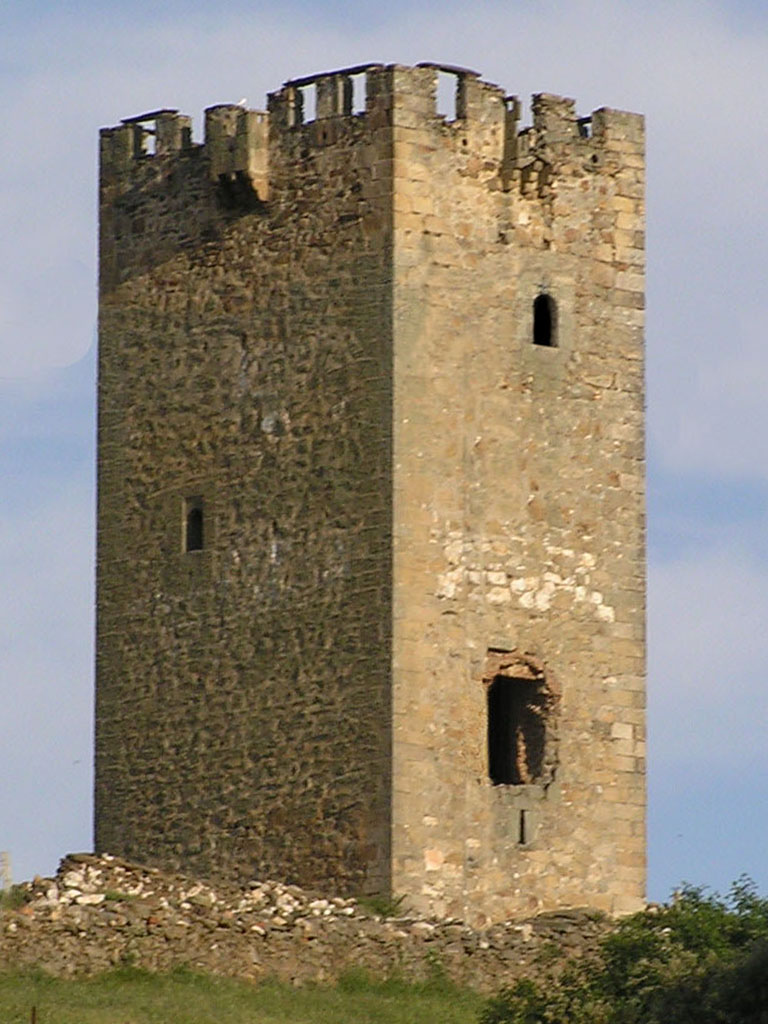
Torreon de Cespedosa de Tormes.